# Кавказская повесть
«Кавказская повесть» — советский двухсерийный фильм 1979 года по мотивам повести «Казаки» Л. Н. Толстого.

## Сюжет
Дворянин Дмитрий Оленин к двадцати четырём годам промотавший половину состояния, нигде не кончивший курса и нигде не служивший, понимает, что дальше так жить нельзя, не зная на что же направить силу молодости — поступает юнкером в пехотный полк на Кавказе, надеясь переменить жизнь…

За поступками русского офицера, его отношениями с дедом Ерошкой, Лукашкой, любовью к Марьяне в фильме постоянно следит закадровый голос: это размышления писателя о жизни, человеческом бытии, о том, что на этой земле ты собой представляешь.

## В ролях
- Владимир Конкин — Дмитрий Оленин
- Светлана Дирина — Марьяна
- Арчил Гомиашвили — Ерошка, казак
- Александр Буклеев — Лукашка, казак
- Николай Глинский — Белецкий, князь, офицер
- Сергей Тимофеев — Назарка, казак
- Виктор Факеев — Ергушов, казак
- Юрий Назаров — Хлопов, офицер
- Валентина Пугачёва — Улитка, мать Марьяны
- Юрий Сагьянц — хорунжий, отец Марьяны
- Любовь Малиновская — мать казака Лукашки
- Надежда Бутырцева — Устенька
- Михаил Иоффе — Елизар, слуга в Москве

## Критика
Мне нравится режиссёрская работа Г. Калатозишвили «Кавказская повесть». Что-то режиссёру удалось в большей степени, что-то в меньшей, но он достиг главного: сумел воплотить дух повести Толстого, её пафос, образный материал, добился главного — естественности и искренности в игре актёров. Каждый актёр, разумеется, действует согласно своей актёрской природе, однако режиссёру удалось создать ансамбль, в котором обилие характеров не приводит к пестроте и режиссёрская идея не тускнеет. Его персонажи в лучших традициях кинодокументальны, достоверны. Они сохраняют неповторимость актёрской личности, но даже при явном пластическом и психологическом контрасте они взаимодополняют друг друга.— Гиви Орджоникидзе - Кавказская киноповесть // Литературная Грузия, № 2, 1979